# Église Saint-Martin de Champanges
L'église de Champanges est une église catholique française, dédiée à saint Martin, située dans le département de la Haute-Savoie, dans la commune de Champanges.

## Historique
L'église est construite dans les années 1724, établie sur une ancienne chapelle.
L'église est dédiée à Martin de Tours et fut financée par deux migrants du village, les frères Goujon, partis s'installer en Allemagne. Elle possède des peintures des frères Dalla-Palma. Le presbytère est devenu aujourd'hui la mairie.
L'église a été restaurée à de nombreuses reprises. En 1993-94, la municipalité décide d'effectuer d'importantes rénovations pour lui rendre son caractère baroque.

## Pèlerinage
Le 25 mai, le village est le lieu d'un pèlerinage, notamment pour guérir les enfants rachitiques. Ainsi, les pèlerins doivent faire le tour de l'église, dans laquelle se trouvaient des reliques du saint, neuf fois et « comptent les tours en lâchant quelques petits cailloux ».
Le pèlerinage est déjà signalé lors d'une visite pastorale de 1617.